# Musée des Civilisations de l'Europe et de la Méditerranée
Le Musée des Civilisations de l'Europe et de la Méditerranée (MuCEM) är ett etnografiskt museum i Marseille i Frankrike.
Det är inrymt i flera byggnader:
- en nybyggd utställningsbyggnad på kaj J4 på 15 000 m² vid fästningen Fort Saint-Jean, ritad av Rudy Riciotti
- renoverade befintliga byggnader på 15 000 m² med bland annat utställningsutrymmen inom Fort Saint-Jean, vilken är förbunden med J4-byggnaden genom en 130 meter lång gångbro
- en  byggnad för arkiv, lager, konservering med mera (Centre de Conservation et de Ressources) på 10.000 m², nära järnvägsstationen Gare Saint-Charles i stadsdelen Belle de Mai, ritad av Corinne Vezzoni

Museet är ett folklivsmuseum med inriktning på Europa och på Medelhavsområdet och har en sammanlagd yta på omkring 40 000 m². Det har tagit över samlingarna från det år 2005 nedlagda Musée national des Arts et Traditions populaires i Paris och även delar av Musée de l'Hommes samlingar.

## Galleri bilder

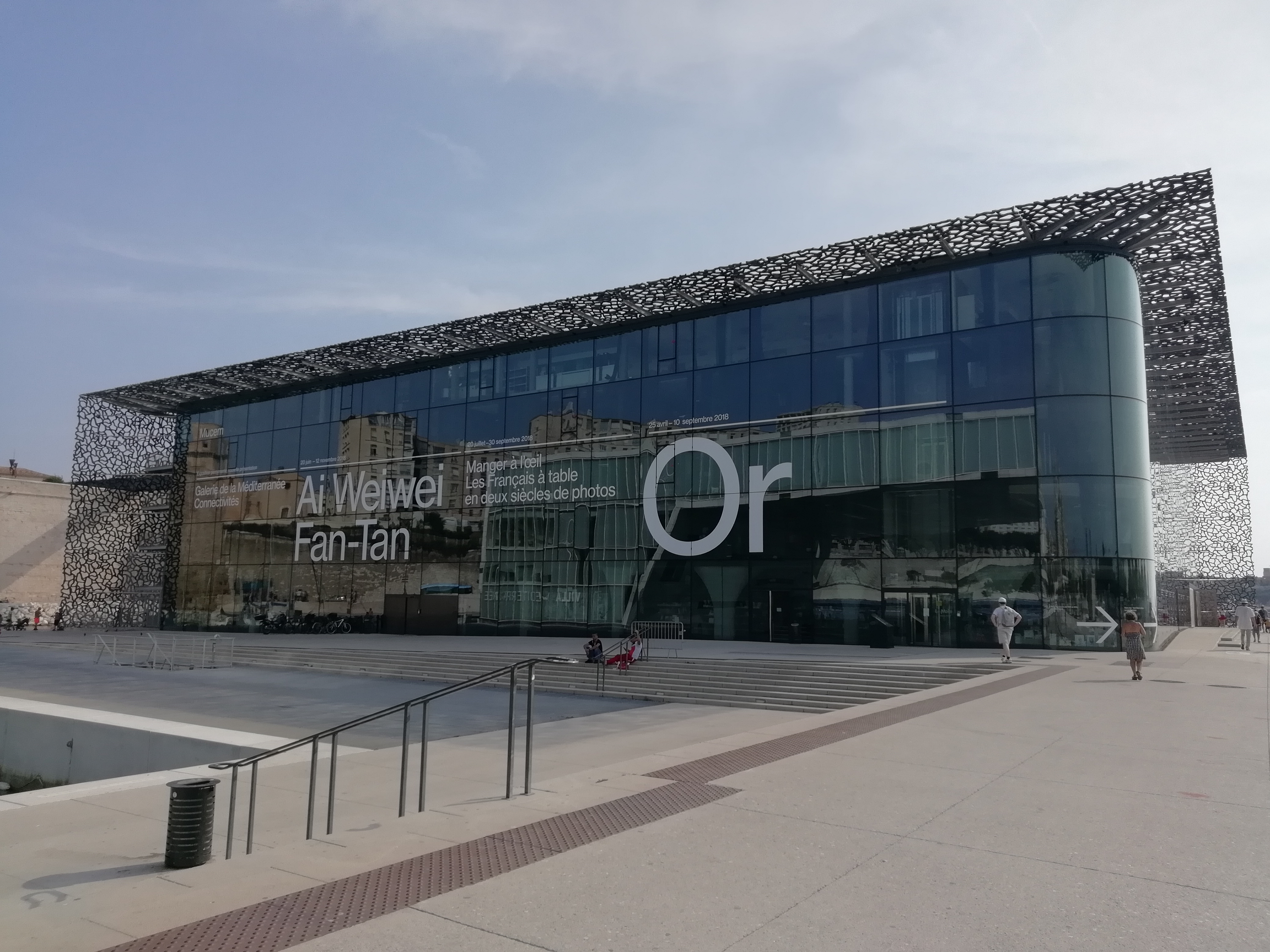
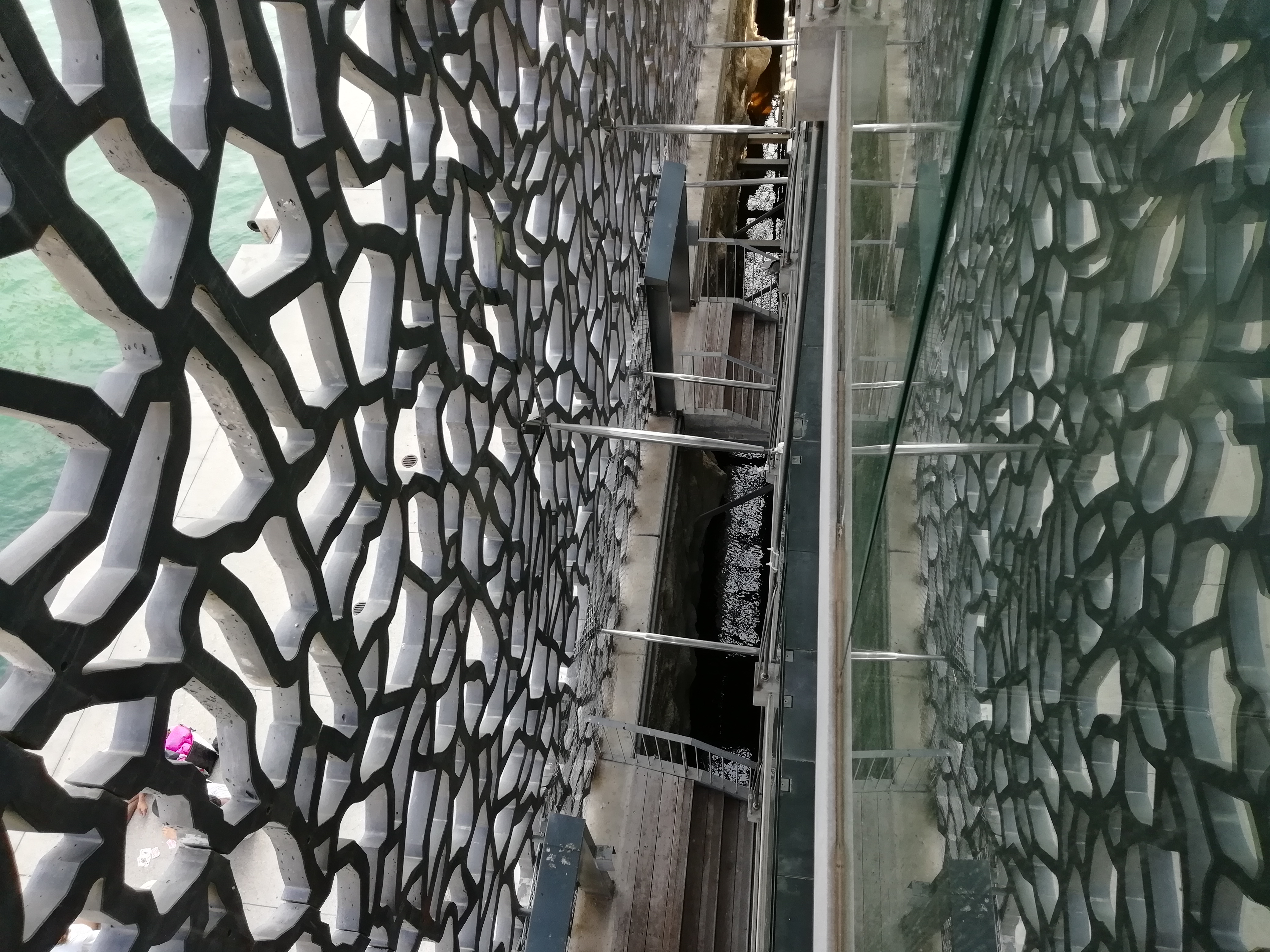
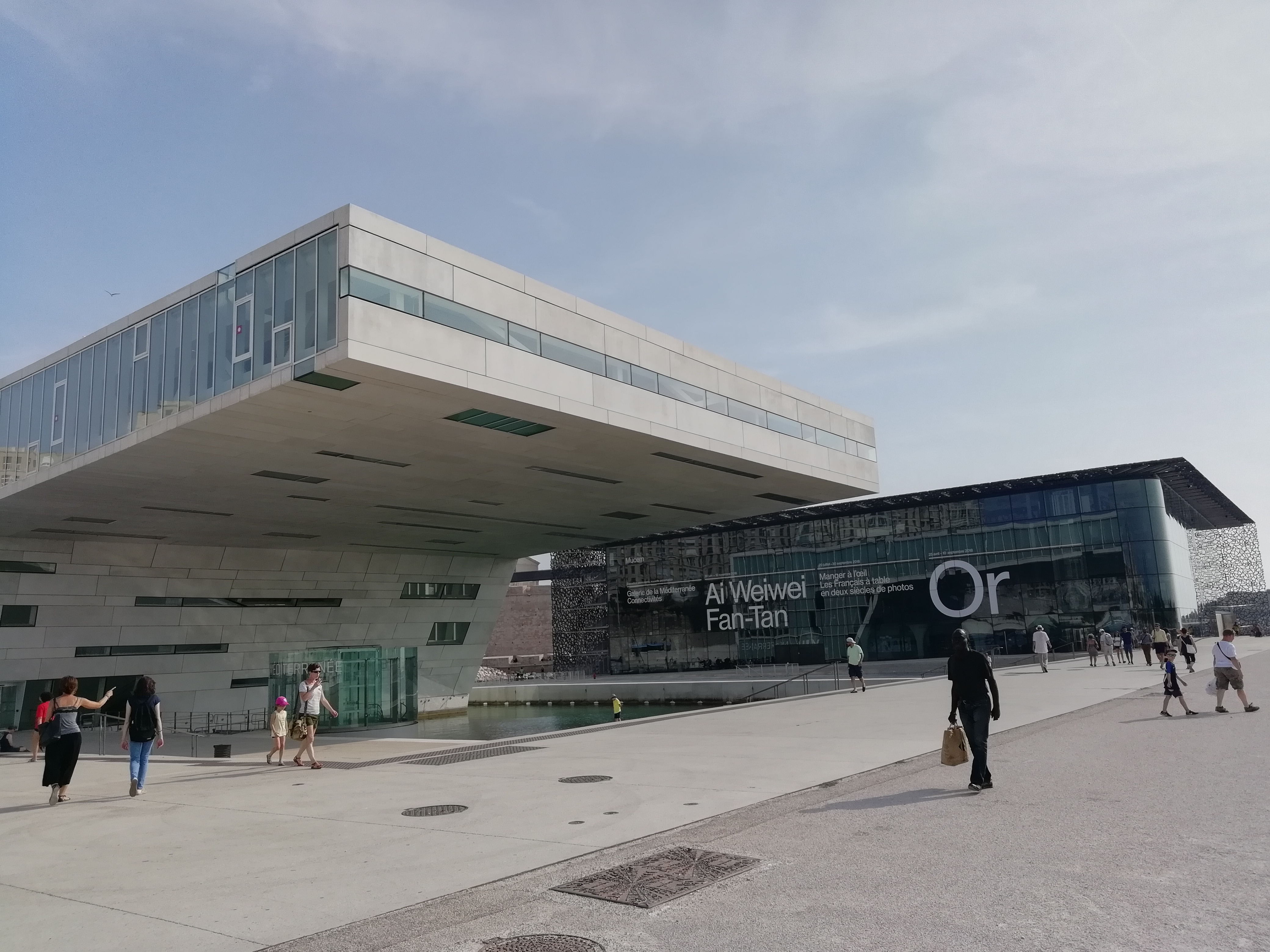

## Media
- Intervju med chefskonservatorn Zeev Gourarier 25 oktober 2012